# Ouargla (provins)
31°57′N 5°19′Ø / 31.95°N 5.32°Ø
Naama (arabisk: ورقلة Warqala, berbisk: oⵓⴰⵔⴳⵍⴰ) er en af Algeriets 48 provinser (arabisk: ولاية, fransk: wilayah). Administrationscenteret er Ouargla.